# F União (F-45)
La fragata União (F-45) de la Marinha do Brasil es una fragata de la clase Niterói. Fue puesta en gradas en 1972, botada en 1975 y asignada en 1980. Es la quinta nave de la marina brasilera con el nombre União (en español: Unión).

## Construcción
Construida en el Arsenal de Marinha do Rio de Janeiro (AMRJ), fue puesta en gradas el 11 de junio de 1972, botada el 14 de marzo de 1975 y asignada el 12 de septiembre de 1980.

## Historia de servicio
A lo largo de su vida operativa ha participado de numerosos ejercicios y operativos junto a otras unidades de la marina brasilera y marinas extranjeras.